# Saint-Pierre-d'Amilly
Saint-Pierre-d'Amilly é uma comuna francesa na região administrativa da Nova Aquitânia, no departamento de Charente-Maritime. Estende-se por uma área de 19,81 km², com 1999 habitantes, segundo os censos de 1999, com uma densidade de 19 hab/km².